# Lexbydal
Lexbydal är en bebyggelse norr om Partille i Partille kommun. Från 2015 avgränsar SCB här en småort.